# Никольское (Спас-Деменский район)
Никольское — деревня в Спас-Деменском районе Калужской области России. Входит в состав сельского поселения «Село Любунь».

## География

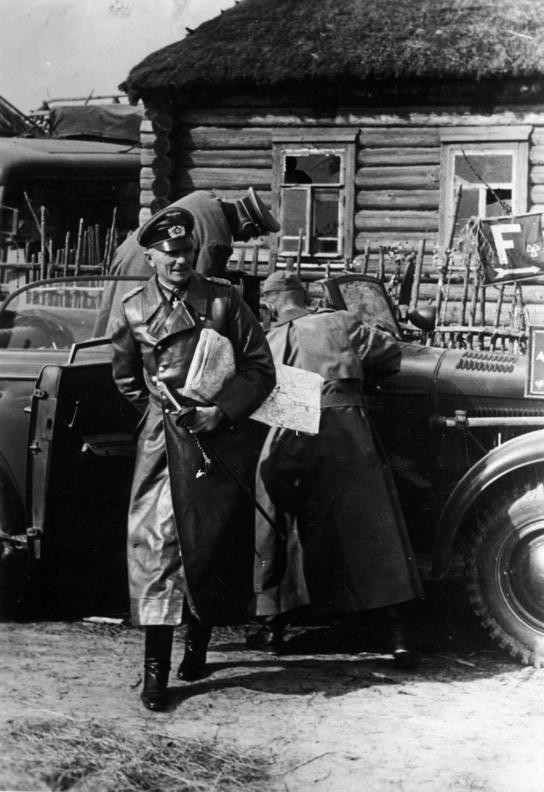
Октябрь 1941 года. Командующий группой армий «Центр» генерал-фельдмаршал Федор фон Бок (1880—1945) прибыл в Никольское в Спас-Деменском районе Смоленской области на обсуждение положения на фронте с командным составом 197-й пехотной дивизии. В кадре также виден персональный автомобиль для высших армейских чинов Horch 901 Cabriolet (Kfz. 21).

Деревня находится в западной части Калужской области, в зоне хвойно-широколиственных лесов, в пределах Барятинско-Сухиничской равнины, на западном берегу озера Бездонного, к западу от автодороги 29Н-389, на расстоянии примерно 16 километров (по прямой) к юго-западу от города Спас-Деменска, административного центра района. Абсолютная высота — 233 метра над уровнем моря.

### Климат
Климат характеризуется как умеренно континентальный, с тёплым летом и умеренно холодной снежной зимой. Среднегодовая многолетняя температура воздуха составляет 4 — 4,6 °С. Средняя температура воздуха самого тёплого месяца (июля) — 18,3 °C (абсолютный максимум — 39 °C); самого холодного (января) — −8,9 °C (абсолютный минимум — −42 °C). Безморозный период длится в среднем 149 дней. Среднегодовое количество атмосферных осадков составляет около 650 мм, из которых большая часть (441 мм) выпадает в период с апреля по октябрь. Снежный покров держится в течение 130—145 дней.

### Часовой пояс
Деревня Никольское, как и вся Калужская область, находится в часовой зоне МСК (московское время). Смещение применяемого времени относительно UTC составляет +3:00.

## Население
| 2002 | 2007 | 2010 |
| ---- | ---- | ---- |
| 7    | ↘6   | ↘2   |

### Половой состав
По данным Всероссийской переписи населения 2010 года в гендерной структуре населения мужчины составляли 100 %.

### Национальный состав
Согласно результатам переписи 2002 года, в национальной структуре населения русские составляли 100 %.